# 特倫特 (加利福尼亞州)
特倫特（英語：Trent）是位於美國加利福尼亞州默塞德縣的一個非建制地區。該地的面積和人口皆未知。

## 地理
特倫特的座標為37°04′39″N 120°52′51″W / 37.07750°N 120.88083°W，而該地的平均海拔高度為37米（即121英尺）。